# Papa Giovanni III
Giovanni III (Roma, ... – Roma, 13 luglio 574) è stato il 61º Papa della Chiesa cattolica dal 17 luglio 561 alla sua morte.

## Biografia
Di origine romana, proveniva da una famiglia distinta, essendo il figlio di un certo Anastasio che portava il titolo di illustris, senatore romano e governatore provinciale. Viene citato anche come Catelino, ma non è chiaro se si tratti del cognome, di un soprannome o del suo vero nome; in quest'ultimo caso sarebbe il secondo papa ad aver adottato un nome diverso da quello originario, dopo papa Giovanni II.
Anche se regnò per quasi tredici anni, periodo dunque abbastanza lungo, molto poco si sa del suo pontificato, che cadde nei tempi burrascosi dell'invasione longobarda, e praticamente tutte le registrazioni del suo pontificato sono state distrutte. Di lui abbiamo solo qualche scarsa notizia tramandata da papa Gregorio I, all'epoca diacono.

### Pontificato
Pur essendo molto vicino alla corte bizantina, Giovanni dovette aspettare quattro mesi prima che l'imperatore romano d'Oriente Giustiniano confermasse la sua elezione. Dovette tenere una difficile politica di equilibrio fra Longobardi e Bizantini per riuscire a salvaguardare la Chiesa in Italia e impedire che Roma fosse soffocata dalla miseria e dalle malattie.
I Longobardi, che provenivano dalla Pannonia e appartenevano alla setta ariana, erano calati in Italia nel 568 sotto la guida di Alboino, conquistando rapidamente tutte le città del nord e poi dell'interno, mentre i Bizantini mantenevano il possesso delle coste. Nel 572 Alboino era stato assassinato da una congiura ordita dalla moglie Rosmunda. Alla morte del successore Clefi nel 574 seguì un decennio di grande anarchia, durante il quale più di trenta duchi longobardi si contesero il potere sull'Italia.
Fu un periodo molto buio per la Chiesa; molti cristiani furono martirizzati, il monastero di Montecassino venne distrutto, moltissime chiese furono saccheggiate. Per proteggere Roma, che già nel 573 era stata assediata dal duca Faroaldo I di Spoleto, Giovanni III (secondo quanto riportato dal Liber pontificalis) dovette recarsi a Napoli per chiedere l'aiuto dell'esarca bizantino Narsete. Costui accorse, ma poiché a Roma non c'era più un esercito bizantino, il suo ruolo di salvatore della città dovette essere piuttosto contenuto. A quanto pare bastò comunque la sua presenza per evitare che la situazione degenerasse e che la città divenisse longobarda.
Questo periodo fu descritto così da papa Gregorio I:
(papa Gregorio I)
Terminò la costruzione della basilica dei Santi Filippo e Giacomo (che poi divenne la Basilica dei Santi XII Apostoli), e la elevò a titolo cardinalizio. Furono inoltre restaurati e ingranditi i cimiteri dei martiri e si stabilì che il pane, il vino e le candele, necessarie per la celebrazione delle messe a Roma, fossero forniti dalla chiesa di San Giovanni in Laterano.
Tra le poche notizie che riguardano Giovanni III si inserisce anche l'episodio dei due vescovi della Gallia Salonio d'Embrun e Sagittario di Gap. Appena ottenuta l'ordinazione vescovile, i due vescovi avevano cominciato a comportarsi in maniera violenta, commettendo prevaricazioni e delitti ai danni della popolazione. Dopo una sommossa popolare causata dal loro atteggiamento venne convocato un sinodo a Lione nel 567, in cui furono entrambi deposti. Forti del fatto che il re Franco Gontrano non era del tutto ostile nei loro confronti, si appellarono a Giovanni III chiedendo la revoca della destituzione. Il papa, lasciatosi convincere dalla loro professione di innocenza e dalle lettere in loro favore del re Gontrano, ordinò la loro riabilitazione. Persistendo però nella stessa condotta, un nuovo sinodo convocato a Chalon-sur-Saône nel 579 li condannò definitivamente, e il re ordinò che fossero entrambi rinchiusi in un monastero senza avere più contatti con l'esterno.
Giovanni III confermò le risoluzioni del II Concilio ecumenico di Costantinopoli e le difese con molto zelo.
Nel 572 si compose finalmente lo scisma con la diocesi di Milano, che era nato durante il pontificato di papa Pelagio I, ma rimase quello con la Chiesa di Aquileia.

### Morte
Nel Liber pontificalis venne registrato che morì il 7 luglio 574. Fu sepolto in San Pietro.